# آرسیفس
آرسیفس (به اسپانیایی: Arrecifes) یک منطقهٔ مسکونی در آرژانتین است که در بخش آرهسیفس واقع شده‌است. آرسیفس ۲۶٬۴۰۰ نفر جمعیت دارد.